# Eryk Hampel
Eryk Hampel (* 3. Dezember 1997 in Września) ist ein polnischer Sprinter, der sich auf den 100-Meter-Lauf spezialisiert hat.

## Sportliche Laufbahn und Leben
Erste internationale Erfahrungen sammelte Eryk Hampel im Jahr 2015, als er bei den Junioreneuropameisterschaften in Eskilstuna mit der polnischen 4-mal-100-Meter-Staffel in 40,00 s die Silbermedaille gewann. Im Jahr darauf erreichte er bei den U20-Weltmeisterschaften in Bydgoszcz über 100 Meter das Halbfinale, in dem er mit 10,58 s ausschied während er mit der Staffel in 40,25 s Rang acht belegte. Bei den IAAF World Relays 2017 auf den Bahamas schied er mit der 4-mal-200-Meter-Staffel mit 1:24,78 min im Vorlauf aus und anschließend wurde er bei den U23-Europameisterschaften in Bydgoszcz in 40,11 s Sechster mit der Staffel. Bei der Sommer-Universiade in Taipeh erreichte er das Viertelfinale und schied dort mit 10,74 s aus, während er mit der Staffel im Vorlauf disqualifiziert wurde. Auch bei den Europameisterschaften im Jahr darauf in Berlin wurde er im Vorlauf disqualifiziert. 2019 erreichte er bei den U23-Europameisterschaften in Gävle mit der Staffel das Finale, konnte dort das Rennen aber nicht beenden. 
2020 wurde Hampel polnischer Hallenmeister in der 4-mal-200-Meter-Staffel.

## Persönliche Bestleistungen
- 100 Meter: 10,39 s (+0,7 m/s), 19. Juli 2016 in Bydgoszcz
  - 60 Meter (Halle): 6,85 s, 11. Februar 2020 in Łódź